# Björk
Björk Guðmundsdóttir, islandska pevka in skladateljica, *21. november 1965 v Reykjavíku.
Pevka je znana predvsem pod skrajšanim imenom Björk. Ukvarja se z zelo različnimi glasbenimi zvrstmi (pop glasba, elektronska glasba, trip hop, alternativni rock, jazz, ljudska glasba in klasična glasba).

## Zgodnja kariera
Björk se je z glasbo začela ukvarjati pri enajstih letih, ko se je začela v osnovni šoli učiti igranja na klavir. Eden od učiteljev je poslal posnetek, na katerem je Björk zapela pesem »I Love To Love« angleške pevke Tine Charles, na islandsko radijsko postajo Radio one. Kmalu so po vsej Islandiji predvajali posnetek in zatem je Björk dobila ponudbo založbe. Leta 1977 je s pomočjo očima, ki je igral na kitaro, posnela svoj prvi album z naslovom Björk. Na albumu so bile posnete različne islandske otroške pesmi in priredbe znanih skladb. Na Islandiji je album požel velik uspeh, v tujini pa je ostal neopažen.
Že kmalu se je Björk začela zanimati za punk glasbo in pri štirinajstih letih je ustanovila dekliško punk skupino »Spit and Snot«. Leta 1980 je končala glasbeno šolo in skupaj z basistom skupine Exodus Jakobom Magnussónom ustanovila skupino Tappi Tíkarrass. Istega leta je objavila pesem Bitið fast í vitið, čez dve leti pa album Miranda
Nato je sodelovala z glasbeniki Einarjem Örnom Benediktssonom in Einarjem Melaxom iz skupine Purrkur Pillnikk in z Guðlaugurjem Óttarssonom, Sigtryggurjem Baldurssonom in Birgirjem Mogensenom iz skupine Þeyr. Skupaj so ustanovili skupino z imenom KUKL, kar v islandščini pomeni čarovništvo. Njihove pesmi so zvenele podobno kot gotska glasba. V tej skupini je Björk pričela razvijati svoj prepoznaven glasbeni slog. 
Skupina KUKL je skupaj z angleško punk skupino Crass šla na turnejo po Islandiji, kasneje so obiskali še Anglijo in Vzhodni Berlin. Kasneje je skupina KUKL skupaj s Flux of Pink Indians nastopala po Veliki Britaniji. Skupini sta v sodelovanju izdali dva albuma: The eye leta' 1984 in Holidays in Europe leta 1986. Leta 1986 je nekaj članov KUKL-a ustanovilo novo skupino Pukl, ki se je nato preimenovala v Sugarcubes.

## Veliki prodor
Prvi singel skupine Sugarcubes z naslovom »Afmæli« (islandsko rojstni dan) je postal v Angliji velika uspešnica. Skupina je postala zelo priljubljena v Veliki Britaniji in ZDA in dobili so ponudbe več založniških hiš. Leta 1988 je skupina Sugarcubes izdala svoj prvi album Life's Too Good. Album je skupini doprinesel mednarodno prepoznavnost in popularnost. Postali so prva islandska skupina s takšno priljubljenostjo v tujini. V času sodelovanja s skupino Sugarcubes pa je Björk delovala tudi pri drugih projektih; z islandskim triom Trio Guðmundar Ingólfssonar je posnela album Gling-Gló, na katerem so posneli islandske priredbe znanih jazzovskih skladb. Sodelovala je tudi pri albumu Ex:El skupine 808 State, kjer se je začela zanimati za house.
Leta 1992 je zaradi nesporazumov s Einarjem Örnom zapustila Sugarcubes, se preselila v London in se odločila za solo kariero. Začela je sodelovati s producentom Nelleeom Hooperjem in izdala svojo prvo mednarodno solo uspešnico »Human Behaviour«, leta 1993 pa je izdala prvi solo album z imenom »Debut«. V album je Björk vljučila tudi pesmi, ki jih je napisala že kot najstnica kot tudi nove pesmi, ki jih je napisala skupaj s Hooperjem. Kritiki so album zelo dobro spejeli in v ZDA je požel platino. 
Po uspehu z albumom Debut je začela pospešeno sodelovati z drugimi umetniki, na primer z Davidom Arnoldom. Leta 1994 je pričela z ustvarjanjem novega albuma, ki ga je naslovila Post. Izšel je leta 1995 in zasedel drugo mesto na britanskih lestvicah in znova dosegel platino v ZDA.
Björk je napisala tudi pesem »Bedtime Story« za Madonno, zavrnila pa je Madonnino željo, da bi napisala pesmi za celoten album. 
Leta 1997 je v Španiji posnela album »Homogenic«, ki vsebuje zelo ekstrovertirane pesmi in odstira pevkino čustveno plat ter navezanost na islandsko pokrajino in naravo. Leta 2001 je album dosegel zlato v ZDA.

### Po letu 2000
Leta 2001 je izšel album Vespertine, za tri skladbe iz albuma («Hidden Place«, »Pagan Poetry«, in »Cocoon«) je posnela videospot. Videospoti so bili zaradi spornih elementov deloma cenzurirani, da so jih smeli predvajati v ZDA. 
Leta 2003 je Björk izdala komplet zgoščenk in DVD-jev z naslovom Family Tree, ki postopoma prikazujejo prvih deset let pevkine solo kariere.
Avgusta 2004 je izšel album Medúlla, s katerim je Björk želela predstaviti jedro glasbe (medúlla pomeni kostni mozeg), kar pevki predstavlja človeški glas. Pesmi vsebujejo zelo malo instrumentalnih vložkov, glavnico predstavlja petje. Avgusta 2004 je zapela pesem »Oceania« iz albuma Medúlla na otvoritvi poletnih olimpijskih iger v Atenah. Nastop je bil pričakovano nenavaden; med petjem se je njena obleka odvila v 900 m&sup2 veliko plahto, na kateri je bil naslikan zemljevid sveta. 
Po katastrofalnem cunamiju v jugovzhodni Aziji leta 2004, je začela Björk delati na novem projektu z imenom Army of Mixes. Pozvala je oboževalce in druge glasbenike, da naredijo remiks hita Army of Mixes iz leta 1995. Izbrala je 20 najboljših priredb in jih izdala na albumu. Dobiček je namenila regiji, ki jo je prizadel cunami.
25. julija 2005 je v Veliki Britaniji in 23. avgusta v ZDA izdala album Drawing Restraint 9. Na njem je filmska glasba, ki jo je Björk napisala za istoimenski film, ki ga je režiral njen partner Matthew Barney.
Zadnji album je izdala 27. junija 2006 in ga poimenovala Surronded. Na njem so priredbe in remiksi pesmi iz njenih poprejšnjih albumov. 

## Björk v filmu
Že leta 1990 je nastopila v filmu Juniper Tree, ki pripoveduje pravljico bratov Grimm. 
Leta 1999 je dobila ponudbo in napisala glasbo za film Plesalka v temi (Dancer in the dark). Filmska glasba je izšla na albumu z naslovom Selmasongs. Nato ji je režiser Lars von Trier ponudil tudi glavno vlogo v filmu, ki jo je Björk sprejela po dolgem oklevanju. Na Filmskem festivalu v Cannesu je prejela nagrado za najboljšo glavno igralko.
Leta 2005 je nastopila tudi v Barneysovem filmu Drawing Restraint 9.

## O imenu
Običajno je Björk predstavljena in poznana le pod svojim imenom, vendar je na Islandiji v navadi, da se priimek velikokrat opušča. Islandski priimki namreč kažejo le na ime očeta in Guðmundsdóttir pomeni „Guðmundova hči“.
Björk pomeni v islandščini breza.

## Diskografija
- Björk, 1977
- Gling-Gló, 1990
- Debut, 1993
- Post, 1995
- Telegram, 1996
- Homogenic, 1997
- Selmasongs, 2000
- Vespertine, 2001
- Greatest Hits, 2002
- Family Tree, 2002
- Live Box, 2003
- Medúlla, 2004
- Army of Me, 2005
- Drawing Restraint 9, 2005
- Volta, 2007
- Biophilia, 2011
- Vulnicura, 2015
- Utopia, 2017
- Fossora, 2022